# Beautiful Tragedy
Beautiful Tragedy – debiutancki album studyjny amerykańskiego zespołu muzycznego In This Moment. Wydawnictwo ukazało się 20 marca 2007 roku nakładem wytwórni muzycznej Century Media Records. 
Album dotarł do 35. miejsca listy Billboard Independent Albums w Stanach Zjednoczonych.

## Lista utworów
Opracowano na podstawie materiału źródłowego.
| Edycja podstawowa | Edycja podstawowa         | Edycja podstawowa                                                 | Edycja podstawowa |
| Nr                | Tytuł utworu              | Autorzy                                                           | Długość           |
| ----------------- | ------------------------- | ----------------------------------------------------------------- | ----------------- |
| 1.                | „Whispers of October”     | Maria Brink, Chris Howorth, Jesse Landry, Blake Bunzel, Jeff Fabb | 1:06              |
| 2.                | „Prayers”                 | Brink, Howorth, Landry, Bunzel, Fabb                              | 3:46              |
| 3.                | „Beautiful Tragedy”       | Brink, Howorth, Landry, Bunzel, Fabb                              | 4:01              |
| 4.                | „Ashes”                   | Brink, Howorth, Landry, Bunzel, Fabb                              | 3:51              |
| 5.                | „Daddy's Falling Angel”   | Brink, Howorth, Landry, Bunzel, Fabb                              | 4:12              |
| 6.                | „The Legacy of Odio”      | Brink, Howorth, Landry, Bunzel, Fabb                              | 4:07              |
| 7.                | „This Moment”             | Brink, Howorth, Landry, Bunzel, Fabb                              | 3:58              |
| 8.                | „Next Life”               | Brink, Howorth, Landry, Bunzel, Fabb                              | 3:58              |
| 9.                | „He Said Eternity”        | Brink, Howorth, Landry, Bunzel, Fabb                              | 3:51              |
| 10.               | „Circles”                 | Brink, Howorth, Landry, Bunzel, Fabb                              | 4:11              |
| 11.               | „When the Storm Subsides” | Brink, Howorth, Landry, Bunzel, Fabb                              | 4:43              |
|                   |                           |                                                                   | 41:44             |

| Edycja japońska | Edycja japońska                 | Edycja japońska                                                   | Edycja japońska |
| Nr              | Tytuł utworu                    | Autorzy                                                           | Długość         |
| --------------- | ------------------------------- | ----------------------------------------------------------------- | --------------- |
| 1.              | „Whispers of October”           | Maria Brink, Chris Howorth, Jesse Landry, Blake Bunzel, Jeff Fabb | 1:06            |
| 2.              | „Prayers”                       | Brink, Howorth, Landry, Bunzel, Fabb                              | 3:46            |
| 3.              | „Beautiful Tragedy”             | Brink, Howorth, Landry, Bunzel, Fabb                              | 4:01            |
| 4.              | „Ashes”                         | Brink, Howorth, Landry, Bunzel, Fabb                              | 3:51            |
| 5.              | „Daddy's Falling Angel”         | Brink, Howorth, Landry, Bunzel, Fabb                              | 4:12            |
| 6.              | „The Legacy of Odio”            | Brink, Howorth, Landry, Bunzel, Fabb                              | 4:07            |
| 7.              | „This Moment”                   | Brink, Howorth, Landry, Bunzel, Fabb                              | 3:58            |
| 8.              | „Next Life”                     | Brink, Howorth, Landry, Bunzel, Fabb                              | 3:58            |
| 9.              | „He Said Eternity”              | Brink, Howorth, Landry, Bunzel, Fabb                              | 3:51            |
| 10.             | „Circles”                       | Brink, Howorth, Landry, Bunzel, Fabb                              | 4:11            |
| 11.             | „When the Storm Subsides”       | Brink, Howorth, Landry, Bunzel, Fabb                              | 4:43            |
| 12.             | „Beautiful Tragedy” (radio mix) | Brink, Howorth, Landry, Bunzel, Fabb                              | 3:21            |
| 13.             | „Have No Fear”                  | Brink, Howorth, Landry, Bunzel, Fabb                              | 3:46            |
| 14.             | „Beautiful Tragedy” (acoustic)  | Brink, Howorth, Landry, Bunzel, Fabb                              | 4:30            |
|                 |                                 |                                                                   | 53:21           |

## Notowania
| Lista                        | Kraj              | Pozycja |
| ---------------------------- | ----------------- | ------- |
| Billboard Independent Albums | Stany Zjednoczone | 35      |